# 인터넷 익스플로러 11
인터넷 익스플로러 11(영어: Internet Explorer 11, IE11)은 마이크로소프트(MS)가 2013년에 출시한 인터넷 익스플로러 10의 후속 버전이자 마이크로소프트에서 개발한 마지막 인터넷 익스플로러 버전이다. 2022년 6월 15일부로 인터넷 익스플로러 11(Internet Explorer 11)의 지원이 종료되고 지원 종료일 이후 마이크로소프트 엣지(Microsoft Edge)가 공식적으로 윈도우즈10(Windows 10)에서의 익스플로러 11(Internet Explorer 11)을 대체한다. 한편 인터넷 익스플로러 11은 윈도우 8.1, 윈도우 서버 2012 R2에 기본 탑재되어 있으며 2013년 10월 17일에 윈도우 8.1과 함께 출시되었다. 윈도우 8 사용자는 윈도우 8.1로 업그레이드를 해야 사용할 수 있다. 윈도우 7, 윈도우 서버 2008 R2용 IE11은 2013년 11월 7일에 출시되었으며, 마이크로소프트의 웹 브라우저 중에서는 윈도우 서버 2008 R2를 지원하는 마지막 웹 브라우저다. 윈도우 10과 윈도우 서버 2016, 윈도우 서버 2019, 윈도우 서버 2022에서는 보조 브라우저로 전환되었다. 윈도우 XP, 윈도우 서버 2003, 윈도우 서버 2003 R2, 윈도우 비스타, 윈도우 서버 2008, 윈도우 11은 지원되지 않는다.

## 변경 사항
IE11은 개발자 도구를 재설계하고 WebGL을 지원하며 높은 DPI 화면에 대한 스케일링을 강화하고 SPDY, 사전 렌더링 및 프리페처를 지원한다.
제거된 기능
- IE11은 document.all 및 attachEvent API에 대한 지원이 제거되었다.
- 빠른 탭 (Ctrl+Q)
- 파일 메뉴로부터 구동되는 오프라인 명령이 제거되었다.
- IE로부터 선택한 내용을 워드나 워드 패드와 같은 다른 프로그램으로 드래그 앤 드롭 하는 기능.
- 그룹 정책 설정을 위한 큰 아이콘 명령 버튼은 더 이상 지원하지 않는다.

## 사용자 에이전트
2013년 8월 25일 MSDN에 따르면 인터넷 익스플로러 11은 다음의 형태를 지닌 수정된 사용자 에이전트 문자열을 사용한다.
Mozilla/5.0 (Windows NT 6.x; Trident/7.0; rv:11.0) like Gecko
"Windows NT 6.x" 토큰의 "x"는 브라우저가 구동되는 운영 체제 버전 번호에 따라 포함되는 값이 달라진다.
인터넷 익스플로러 10과의 비교:
- "MSIE 10.0" 토큰이 "rv:11.0"으로 대체되었다.
- "Trident/6.0" 토큰이 "Trident/7.0"으로 대체되었다.
- "compatible" 토큰이 제거되었다.

## 출시 역사
2013년 3월 25일에 IE11의 내부 빌드가 유출되었고, 첫 번째 프리뷰 버전은 빌드 2013 콘퍼런스 기간 동안 2013년 6월 윈도우 8.1, 윈도우 서버 2012 R2 프리뷰 버전이 출시될 때까지 공식적으로 발표되지 않았다. 2013년 7월 25일, 마이크로소프트는 윈도우 7, 윈도우 서버 2008 R2용 인터넷 익스플로러 11 개발자 프리뷰를 발표했다.
| 오래된 버전 | 최신 버전 | 최신 미리보기 버전 |

| 이름                 | 버전            | 출시일           | 작동 운영 체제                 | 신기능 |
| -------------------- | --------------- | ---------------- | ------------------------------ | --- |
| 개발자 프리뷰        | 11.0.9431.0     | 2013년 6월 26일  | 윈도우 8.1 윈도우 서버 2012 R2 | WebGL, CSS 테두리 이미지, HTML5 드래그 앤 드롭, 향상된 자바스크립트 성능, 인터넷 익스플로러 개발자 도구 주요 업데이트, JPEG 디코딩 하드웨어 가속, 폐쇄 자막, HTML5 전체 화면, HTML5 프리렌더, HTML5 프리페치 윈도우 8.1에서만 지원되는 기능 : 암호화 (웹암호화), 적응형 비트레이트 스트리밍 (미디어 소스 확장), 암호화된 미디어 확장, SPDY v3 |
| 개발자 프리뷰        | 11.0.9431.0     | 2013년 7월 25일  | 윈도우 7, 윈도우 서버 2008 R2  | WebGL, CSS 테두리 이미지, HTML5 드래그 앤 드롭, 향상된 자바스크립트 성능, 인터넷 익스플로러 개발자 도구 주요 업데이트, JPEG 디코딩 하드웨어 가속, 폐쇄 자막, HTML5 전체 화면, HTML5 프리렌더, HTML5 프리페치 윈도우 8.1에서만 지원되는 기능 : 암호화 (웹암호화), 적응형 비트레이트 스트리밍 (미디어 소스 확장), 암호화된 미디어 확장, SPDY v3 |
| 릴리즈 프리뷰        | 11.0.9600.16384 | 2013년 9월 17일  | 윈도우 7, 윈도우 서버 2008 R2  | 성능 향상 |
| 인터넷 익스플로러 11 | 11.0.9800.0     | 2015년 1월 24일  | 윈도우 10 Technical Preview    | 윈도우 10 전용 정식 버전 |
| 인터넷 익스플로러 11 | 11.0.9600.16384 | 2013년 10월 17일 | 윈도우 8.1 윈도우 서버 2012 R2 | 윈도우 8.1 전용 정식 버전 |
| 인터넷 익스플로러 11 | 11.0.9600.16428 | 2013년 11월 7일  | 윈도우 7, 윈도우 서버 2008 R2  | 인터넷 익스플로러 최종 정식 버전(2021년 8월 17일부로 지원 중단 예정) |
| 인터넷 익스플로러 11 | 11.0.17134.1610 | 2018년 3월 30일  | 윈도우 10 (3월 개발 업데이트)  | 업데이트 버전 11.0.126 (KB4505050) |
| 인터넷 익스플로러 11 | 11.0.18362.997  | 2019년 5월 21일  | 윈도우 10 (5월 업데이트)       | 윈도우 10 릴리즈 업데이트 (KB4516046) |

## 지원
윈도우 7, 윈도우 서버 2008 R2용은 2020년 1월 14일에 윈도우 7, 윈도우 서버 2008, 윈도우 서버 2008 R2 그리고 윈도우 서버 2008용 인터넷 익스플로러 9와 동시에 지원이 종료되었고, 윈도우 8.1, 윈도우 서버 2012 R2용은 2023년 1월 10일에 윈도우 8.1, 윈도우 서버 2012, 윈도우 서버 2012 R2 지원이 종료 되었으며, 윈도우 서버 2016용은 2027년 1월 12일에 윈도우 서버 2016과 동시에 종료될 예정이다. 한편 MS는 2021년 8월 17일부로 최종적인 인터넷 익스플로러 11에 대한 지원중단을 예고했다. MS는 마이크로소프트 엣지가 익스플로러를 완전히 대체할 수 있도록 사용자들의 불편을 해소코자 그간 최선을 다해 노력을 기울여왔다.

## 같이 보기
- 웹 브라우저 시장 점유율